# Bernard du Boisrouvray
Pour les articles homonymes, voir Boisrouvray.
Bernard du Boisrouvray (1877-1970) est un moine bénédictin et écrivain français.

## Biographie

Chapelle abbatiale de Saint-Michel de Farnborough en 1905.

Né sous le patronyme complet de Bernard Léon Louis Marie Camille de Jacquelot du Boisrouvray à Bagnères-de-Bigorre dans les Hautes-Pyrénées, il entre à l'École spéciale militaire de Saint-Cyr en 1897, il est contraint de renoncer à la carrière militaire dès l'année suivante pour raison de santé. Il intègre la Banque de France en 1900, tout en suivant en parallèle des études de droit.
Il quitte la Banque de France en 1909 pour rejoindre le noviciat bénédictin de l'abbaye Saint-Michel de Farnborough au Royaume Uni. Il fait profession de foi en 1911, émet ses vœux solennels en 1914 et est ordonné prêtre en 1915.
À la mort d'Augustin Gatard en 1920, il lui succède en tant que prieur. Il est élu abbé de Saint-Michel de Farnborough en 1923,.
À ce titre, il accueillit en 1923 les restes de l'impératrice Eugénie (1826-1920) dans le mausolée de son mari Napoléon III (1808-1873) et de son fils, le Prince impérial (1856-1879).
Il est lauréat du prix Juteau-Duvigneaux de l'Académie française en 1922 pour son ouvrage consacré à Charles Louis Gay, évêque auxiliaire de Poitiers avec le titre d'évêque in partibus d'Anthédon (de).
Bernard du Boisrouvray remet sa charge d'abbé en 1941 et se retire à l'abbaye Notre-Dame de Quarr sur l'île de Wight en 1946 où il meurt en 1970.

## Œuvres
- Mgr Gay évêque d'Anthédon, 1815-1892, Sa vie, ses œuvres, 2 volumes, préface de Maurice Rivière, édition Mame - 1921 et (2e édition) 1927 - Prix Juteau-Duvigneaux de l’Académie française en 1922[10].